# JNR classe D51
Pour les articles homonymes, voir D51.
La classe D51 (D51形) est un type de locomotive à vapeur de la JNR ayant principalement effectué des services de fret au Japon.

## Histoire
La locomotive a été conçue par Hideo Shima.

## En service hors du Japon

### Chemin de fer soviétique D51
Les D51 construites expressément pour Sakhalin (alors Karafuto) furent rétrocédées lors de la fin de la Seconde guerre sino-japonaise et elles furent utilisées de 1945 à 1979 par les Chemins de fer soviétiques.

### KorailMika7
Deux furent construites pour le Chemin de fer national de Corée en 1950 par Mitsubishi.

### Chemin de fer philippinclasse 300 (1951)
Dix furent construites par Nippon Sharyo et entrèrent en service en 1951.
Avec le plan massif de passage au diesel elles furent retirées du service en 1956.

### Chemin de fer de TaïwanDT650

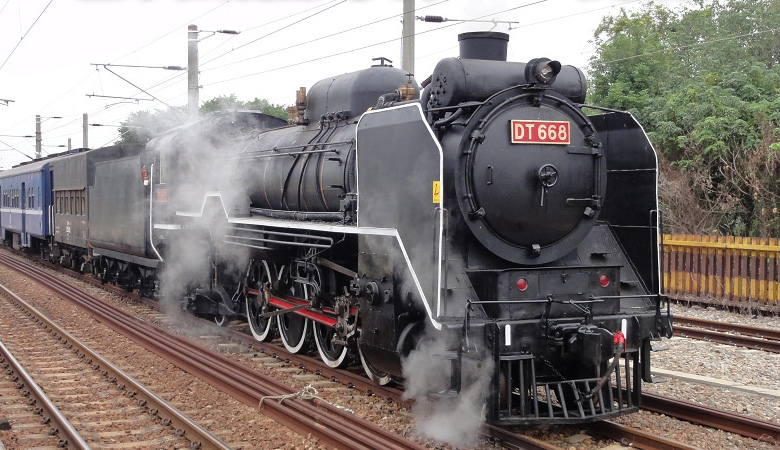
DT668 à Taiwan en novembre 2011.

De 1936 à 1944, Kawasaki, Kisha Seizō et Hitachi construisirent trente deux D51s.

## Machines préservées
Deux exemplaires sont préservés en état de fonctionnement : 
- la D51 200 par la JR West et utilisée sur le train SL Yamaguchi[4],
- la D51 498 par la JR East et utilisée sur le train SL Gunma[5].